# Akinezja
Akinezja, akineza – objaw chorobowy przejawiający się zubożeniem ruchowym lub całkowitym bezruchem. Występuje m.in. u chorych na chorobę Parkinsona. Szczególnie zauważalne jest w akinezji zubożenie ruchów mimicznych twarzy (tzw. „maskowatość twarzy”, amimia). Czasami towarzyszą jej bradylalia (spowolnienie mowy) oraz mikrografia (pisanie małymi literami).
Wymuszona akineza występuje u niektórych zwierząt, jako mechanizm obronny, np. u dydelfów czarnouchych.